# Finska mästerskapet i bandy 1967
Finska mästerskapet i bandy 1967 avgjordes genom en enda serie. WP-35 vann mästerskapet. OLS Seppo Rounaja vann skytteligan med 16 mål.

## Mästerskapsserien

### Slutställning
| Lag                       | Spelade | Vinster | Oavgjorda | Förluster | Målskillnad | Poäng |
| ------------------------- | ------- | ------- | --------- | --------- | ----------- | ----- |
| Warkauden Pallo -35       | 10      | 8       | 2         | 0         | 46–21       | 18    |
| OLS                       | 10      | 7       | 2         | 1         | 37–21       | 16    |
| OPS                       | 10      | 5       | 1         | 4         | 25–18       | 11    |
| Käpylän Urheilu-Veikot    | 10      | 4       | 3         | 3         | 30–26       | 11    |
| IFK Helsingfors           | 10      | 4       | 1         | 5         | 24–23       | 9     |
| Veitsiluodon Vastus       | 10      | 4       | 1         | 5         | 16–19       | 9     |
| Mikkelin Palloilijat      | 10      | 4       | 1         | 5         | 25–35       | 9     |
| Lahden Reipas             | 10      | 4       | 0         | 6         | 23–30       | 8     |
| Lappeenrannan Pallo       | 10      | 3       | 2         | 5         | 24–33       | 8     |
| Oulun Työväen Palloilijat | 10      | 3       | 0         | 7         | 28–45       | 6     |
| Lappeenrannan Veiterä     | 10      | 2       | 1         | 7         | 18–27       | 5     |

#### Skiljematch för att undvika nedflyttning
| Lag 1               | Resultat | Lag 2         |
| ------------------- | -------- | ------------- |
| Lappeenrannan Pallo | 4–2      | Lahden Reipas |

Reipas, OTP och Veiterä åkte ur serien.

## Finska mästarna
WP -35: Olavi Toivonen, Pekka Kettunen, Paavo Kiuru, Pauli Auvinen, Birger Wright, Ilmari Väisänen, Seppo Laakkonen, Esko Holopainen, Pentti Markkanen, Pentti Jokinen, Seppo Koskinen, Eino Ropponen, Seppo Immonen, Teuvo Immonen.

## Skytteligan
| Placering | Spelare            | Lag     | Mål |
| --------- | ------------------ | ------- | --- |
| 1.        | Seppo Rounaja      | OLS     | 16  |
| 2.        | Seppo Laakkonen    | WP-35   | 13  |
| 3.        | Pentti Markkanen   | WP-35   | 11  |
| 4.        | Terho Ekman        | KUV     | 10  |
| 4.        | Matti Vanhanen     | MP      | 10  |
| 4.        | Osmo Karjalainen   | LaPa    | 10  |
| 7.        | Rauno Ruotsalainen | Veiterä | 8   |
| 7.        | Pauli Auvinen      | WP-35   | 8   |
| 7.        | Pertti Tammilehto  | Reipas  | 8   |
| 10.       | Seppo Ruotsi       | OTP     | 7   |
| 10.       | Esko Holopainen    | WP-35   | 7   |
| 10.       | Kalevi Pirkola     | HIFK    | 7   |

## Kval
Finlandsseriens fyra gruppvinnare möttes i en enkelserie.
| Lag                           | Spelade | Vinster | Oavgjorda | Förluster | Målskillnad | Poäng | Akilles | OTarmo | VarTP | VIFK |
| ----------------------------- | ------- | ------- | --------- | --------- | ----------- | ----- | ------- | ------ | ----- | ---- |
| Borgå Akilles                 | 3       | 2       | 1         | 0         | 12-10       | 5     |         | 4–3    | 5–5   | 3–2  |
| Oulun Tarmo                   | 3       | 2       | 0         | 1         | 9-8         | 4     | -       |        | 3–2   | 3–2  |
| Varkauden Työväen Palloilijat | 3       | 1       | 1         | 1         | 13-12       | 3     | -       | -      |       | 6–4  |
| IFK Vasa                      | 3       | 0       | 0         | 3         | 8-12        | 0     | -       | -      | -     |      |

Nykomlingar blev Akilles och Oulun Tarmo.

### Fotnoter
1. ↑  finbandy.fi